# Grant Hochstein
Grant Hochstein, né le 16 juillet 1990 à Warren dans le Missouri, est un patineur artistique américain.

## Biographie

### Carrière sportive
Grant Hochstein s'entraîne dans son enfance dans le Missouri, avant de déménager en 2012 en Californie pour s'entraîner avec Peter Oppegard et Karen Kwan. 
Il représente son pays à un mondial junior (2010 à La Haye), trois championnats des quatre continents (2016 à Taipei, 2017 à Gangneung et 2018 à Taipei) et un mondial senior (2016 à Boston). Il ne participe jamais aux Jeux olympiques d'hiver.
Il annonce la fin de sa carrière sportive le 3 août 2018.

### Reconversion
Après le lycée, parallèlement à sa carrière sportive, Grant Hochstein commence à étudier l'histoire à l'Université d'État de Wayne à Detroit, mais interrompt ses études en 2012 lorsqu'il déménage en Californie.
Il travaille comme entraîneur de patinage en même temps que sa carrière sportive, et poursuit cette activité après.

### Vie privée
Le 5 avril 2016, il annonce ses fiançailles avec la patineuse artistique Caroline Zhang. Ils se sont mariés le 18 août 2018.
Le 19 avril 2021, son épouse donne naissance à une fille, Charlotte Grace Hochstein.

## Palmarès
| Compétitions principales           | 2010    | 2011    | 2012    | 2013    | 2014    | 2015    | 2016    | 2017    | 2018    |  |  |  |  |  |
| Jeux olympiques d'hiver            |         |         |         |         |         |         |         |         |         |  |  |  |  |  |
| Championnats du monde              |         |         |         |         |         |         | 10e     |         |         |  |  |  |  |  |
| Championnats des quatre continents |         |         |         |         |         |         | 8e      | 9e      | 11e     |  |  |  |  |  |
| Championnats des États-Unis        | 7e      | 12e     | 12e     | 15e     | 11e     | 9e      | 4e      | 4e      | 5e      |  |  |  |  |  |
| Championnats du monde juniors      | 5e      |         |         |         |         |         |         |         |         |  |  |  |  |  |
|                                    |         |         |         |         |         |         |         |         |         |  |  |  |  |  |
| Grand Prix ISU                     | 2009/10 | 2010/11 | 2011/12 | 2012/13 | 2013/14 | 2014/15 | 2015/16 | 2016/17 | 2017/18 |  |  |  |  |  |
| Skate Canada                       |         | 10e     |         |         |         |         |         | 11e     |         |  |  |  |  |  |
| Coupe de Chine                     |         |         |         |         |         |         | 4e      |         | 9e      |  |  |  |  |  |
| Coupe de Russie                    |         |         |         |         |         |         |         |         | 11e     |  |  |  |  |  |
| Trophée NHK                        |         |         |         |         |         |         | 4e      | 11e     |         |  |  |  |  |  |
|                                    |         |         |         |         |         |         |         |         |         |  |  |  |  |  |